# 백지식배서
백지식배서(白地式背書, blank endorsement) 또는 무기명식 배서는 피배서인의 기재가 생략된 배서를 뜻한다. 이 용어는 법, 기업 부문에서 흔히 수용되고 있는 용어이다.
피배서인의 기재뿐만 아니라 배서문언까지 생략된 경우를 간략백지식배서라하며 유효한 배서로 인정된다. 백지식배서는 상황의무를 피하면서 어음상 권리를 타인에게 이전할 수 있는 장점이 있다. 백지식 배서에 의해서도 당연히 어음상 권리가 이전될 뿐만 아니라 인적항변의 절단 역시 인정된다. 어음채무자가 백지식배서인에게 대항할 수 있던 인적항변사유로써 그 피배서인에게는 원칙적으로 대항하지 못하는 것이다.(어음법 제17조)

## 같이 보기
- 은행
- 무기명채권
- 무기명주식
- 백지수표
- 수표
- 약속어음